# It's My Life (Amy Diamond-låt)
It's My Life är en sång skriven av Alexander Bard, Bobby Ljunggren och Oscar Holter och framförd av Amy Diamond i den svenska Melodifestivalen 2009. Låten deltog vid den andra deltävlingen i Skellefteå Kraft Arena den 14 februari 2009, och gick vidare till Andra chansen, där bidraget dock slogs ut.
Singeln nådde som högst 14:e plats på den svenska singellistan.

## Listplaceringar
| Lista (2009) | Position |
| ------------ | -------- |
| Sverige      | 14       |